# Закон о Голанских высотах

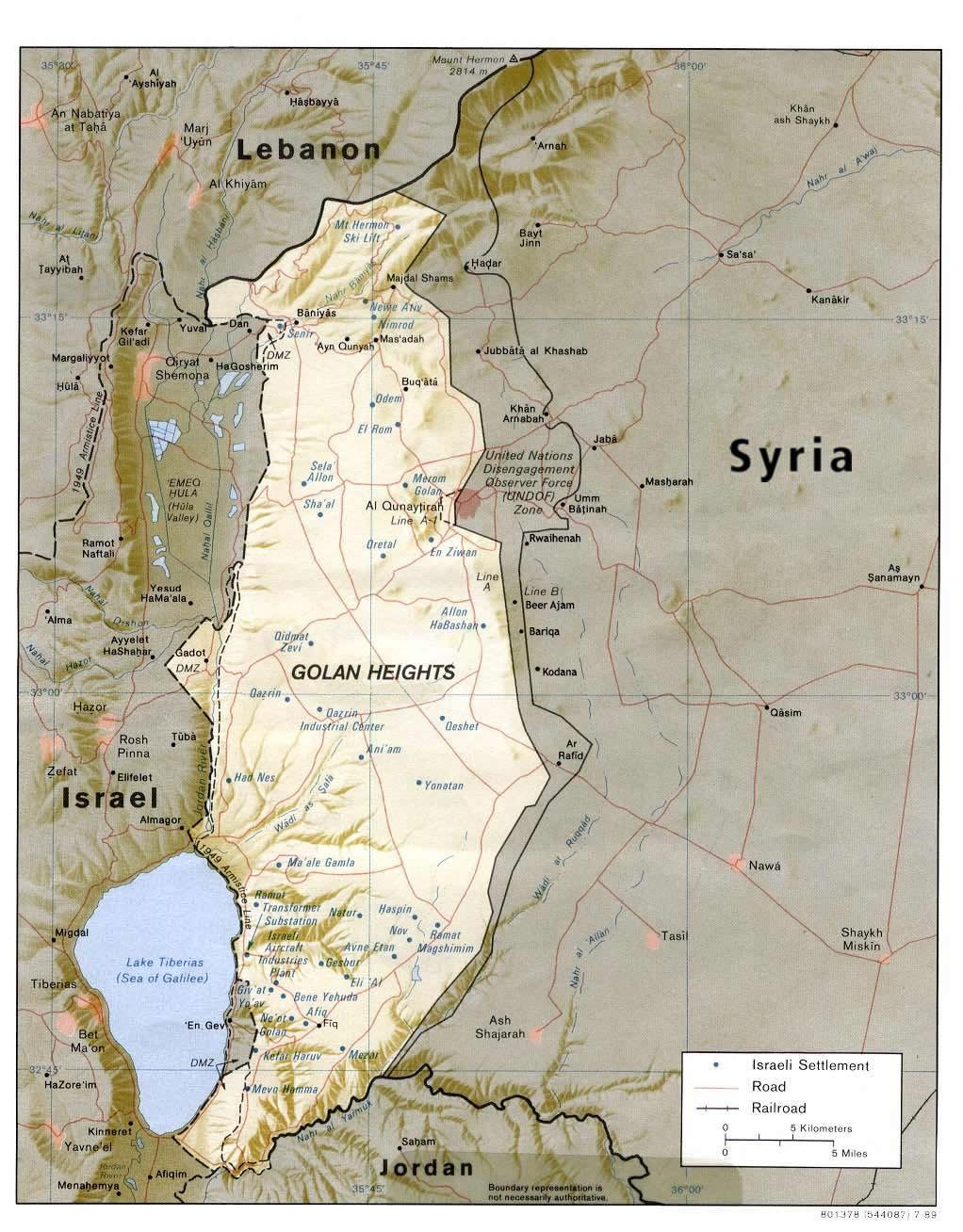
Карта Голанских высот

Закон о Голанских высотах (ивр. חוק רמת הגולן‎, араб. قانون مرتفعات الجولان‎) — израильский закон о статусе Голанских высот.

## История принятия
Закон о Голанских высотах был ратифицирован кнессетом 14 декабря 1981 года. Он был осужден на международном уровне и согласно Резолюции № 497 Совета Безопасности ООН от 17 декабря 1981 года является недействительным.
Закон был принят за полгода до вывода израильских войск с Синайского полуострова. Необычно то, что все три чтения в кнессете состоялись в один и тот же день. Эта процедура была подвергнута сильной критике со стороны израильской левоцентристской оппозиции. В основном, закон критикуют за потенциальное препятствование возможных будущих переговоров с Сирией.

## Основные положения
Основные положения Закона о Голанских высотах:
- Закон, юрисдикция и администрация государства Израиль вступают в силу на Голанских высотах, как это описано в Приложении
- Закон вступит в силу со дня его принятия кнессетом
- Министр внутренних дел отвечает за осуществления этого закона, и имеет право, на основе консультаций с министром юстиции, принять правила его дальнейшего осуществления и сформулировать правила временных положений, касающихся дальнейшего применения норм и правил, директив, административных распоряжений, а также прав и обязанностей, которые были в силе на Голанских высотах до принятия этого закона

Закон подписали:
- Ицхак Навон (Президент Израиля)
- Менахем Бегин (Премьер-министр Израиля)
- Йосеф Бург (Министр внутренних дел Израиля)

Принят в кнессете большинством в 61 голос, против 21 голос.

## Толкование и признание
Несмотря на то, что закон рассматривается как акт аннексии, формально он избегает использования этого слова. Премьер-министр Менахем Бегин ответил на критику Амнона Рубинштейна, сказав: «Вы используете слово „аннексия“ — а я его не использую». Также он отметил, что аналогичная формулировка была использована в 1967 году в законе, разрешающем правительству распространять израильское законодательство на любую часть Эрец-Исраэль.
В июне 2017 года президент Израиля Реувен Ривлин на торжествах 50-летия присоединения Голан призвал мировое сообщество формально признать Голаны неотъемлемой частью Израиля.
25 марта 2019 года президент США Дональд Трамп провозгласил признание США суверенитета Израиля над Голанскими высотами. США остаются единственной страной, признавшей суверенитет Израиля над данной территорией.